# Dreiband-Europameisterschaft der Junioren 1996

Logo CEB (ausrichtender Verband)

Die Dreiband-Europameisterschaft der Junioren 1996 war ein Turnier in der Karambolagedisziplin Dreiband und fand vom 9. bis 11. Februar in Marl statt.

## Modus
Gespielt wurde mit 16 Teilnehmern in vier Gruppen à vier Spielern im Round-Robin-Modus. Die beiden Gruppenbesten qualifizierten sich für das Viertelfinale. Bei Punktegleichheit zählte der direkte Vergleich. Die Partiedistanz betrug zwei Gewinnsätze à 15 Punkte.

## Qualifikation
| Abschlusstabelle Gruppe A | Abschlusstabelle Gruppe A | Abschlusstabelle Gruppe A | Abschlusstabelle Gruppe A | Abschlusstabelle Gruppe A | Abschlusstabelle Gruppe A | Abschlusstabelle Gruppe A | Abschlusstabelle Gruppe A | Abschlusstabelle Gruppe A |
| Platz                     | Name                      | PP                        | SP                        | Pkte                      | Aufn.                     | GD                        | BED                       | HS                        |
| ------------------------- | ------------------------- | ------------------------- | ------------------------- | ------------------------- | ------------------------- | ------------------------- | ------------------------- | ------------------------- |
| 1                         | Jérôme Barbeillon         | 6                         | 6:0                       | 90                        | 99                        | 0,909                     | 1,153                     | 7                         |
| 2                         | Kjeld Thorball            | 4                         | 4:3                       | 88                        | 124                       | 0,709                     | 0,937                     | 5                         |
| 3                         | Miguel Albert             | 2                         | 3:4                       | 84                        | 103                       | 0,815                     | 1,034                     | 7                         |
| 4                         | Wissan Nakhal             | 0                         | 0:6                       | 27                        | 88                        | 0,306                     | -                         | 3                         |

| Abschlusstabelle Gruppe B | Abschlusstabelle Gruppe B | Abschlusstabelle Gruppe B | Abschlusstabelle Gruppe B | Abschlusstabelle Gruppe B | Abschlusstabelle Gruppe B | Abschlusstabelle Gruppe B | Abschlusstabelle Gruppe B | Abschlusstabelle Gruppe B |
| Platz                     | Name                      | PP                        | SP                        | Pkte                      | Aufn.                     | GD                        | BED                       | HS                        |
| ------------------------- | ------------------------- | ------------------------- | ------------------------- | ------------------------- | ------------------------- | ------------------------- | ------------------------- | ------------------------- |
| 1                         | Dion Nelin                | 6                         | 6:0                       | 90                        | 61                        | 1,475                     | 2,142                     | 9                         |
| 2                         | Arnim Kahofer             | 2                         | 3:4                       | 78                        | 104                       | 0,750                     | 0,789                     | 4                         |
| 3                         | Thierry Roxo              | 2                         | 3:5                       | 80                        | 120                       | 0,666                     | 0,931                     | 7                         |
| 4                         | Çengiz Karaça             | 2                         | 3:5                       | 83                        | 105                       | 0,790                     | 0,781                     | 10                        |

| Abschlusstabelle Gruppe C | Abschlusstabelle Gruppe C | Abschlusstabelle Gruppe C | Abschlusstabelle Gruppe C | Abschlusstabelle Gruppe C | Abschlusstabelle Gruppe C | Abschlusstabelle Gruppe C | Abschlusstabelle Gruppe C | Abschlusstabelle Gruppe C |
| Platz                     | Name                      | PP                        | SP                        | Pkte                      | Aufn.                     | GD                        | BED                       | HS                        |
| ------------------------- | ------------------------- | ------------------------- | ------------------------- | ------------------------- | ------------------------- | ------------------------- | ------------------------- | ------------------------- |
| 1                         | Raúl Hernandez            | 6                         | 6:1                       | 97                        | 112                       | 0,866                     | 0,948                     | 7                         |
| 2                         | Peter Bányai              | 4                         | 4:3                       | 94                        | 135                       | 0,696                     | 1,034                     | 4                         |
| 3                         | Martin Slovaček           | 2                         | 3:5                       | 85                        | 113                       | 0,752                     | 0,869                     | 5                         |
| 4                         | André Tebest              | 0                         | 2:6                       | 76                        | 142                       | 0,535                     | -                         | 5                         |

| Abschlusstabelle Gruppe D | Abschlusstabelle Gruppe D | Abschlusstabelle Gruppe D | Abschlusstabelle Gruppe D | Abschlusstabelle Gruppe D | Abschlusstabelle Gruppe D | Abschlusstabelle Gruppe D | Abschlusstabelle Gruppe D | Abschlusstabelle Gruppe D |
| Platz                     | Name                      | PP                        | SP                        | Pkte                      | Aufn.                     | GD                        | BED                       | HS                        |
| ------------------------- | ------------------------- | ------------------------- | ------------------------- | ------------------------- | ------------------------- | ------------------------- | ------------------------- | ------------------------- |
| 1                         | Nikos Polychronopoulos    | 6                         | 6:2                       | 110                       | 108                       | 1,018                     | 1,200                     | 9                         |
| 2                         | Michel van Camp           | 4                         | 5:3                       | 106                       | 133                       | 0,796                     | 0,909                     | 7                         |
| 3                         | Huub Wilkowski            | 2                         | 4:4                       | 101                       | 140                       | 0,721                     | 0,697                     | 6                         |
| 4                         | Alberto Ferrara           | 0                         | 0:6                       | 33                        | 98                        | 0,336                     | -                         | 3                         |

## Finalrunde
|  | Viertelfinale Best of 3 | Viertelfinale Best of 3 |                 |                 | Halbfinale Best of 3   | Halbfinale Best of 3 |  |  | Finale Best of 3 | Finale Best of 3 |
|  |                         |                         |                 |                 |                        |                      |  |  |                  |                  |
|  |                         |                         |                 |                 |                        |                      |  |  |                  |                  |
|  | Dion Nelin              | 2:0/30/23/1,304         |                 |                 |                        |                      |  |  |                  |                  |
|  | Dion Nelin              | 2:0/30/23/1,304         |                 |                 |                        |                      |  |  |                  |                  |
|  | Peter Bányai            | 0:2/18/22/0,818         |                 |                 |                        |                      |  |  |                  |                  |
|  | Peter Bányai            | 0:2/18/22/0,818         | Dion Nelin      | 2:0/30/17/1,764 |                        |                      |  |  |                  |                  |
|  |                         |                         | Dion Nelin      | 2:0/30/17/1,764 |                        |                      |  |  |                  |                  |
|  |                         | Nikos Polychronopoulos  | 0:2/17/16/1,062 |                 |                        |                      |  |  |                  |                  |
|  | Nikos Polychronopoulos  | Nikos Polychronopoulos  | 0:2/17/16/1,062 | 2:0/30/27/1,111 |                        |                      |  |  |                  |                  |
|  | Nikos Polychronopoulos  |                         |                 | 2:0/30/27/1,111 |                        |                      |  |  |                  |                  |
|  | Kjeld Thorball          | 0:2/16/26/0,615         |                 |                 |                        |                      |  |  |                  |                  |
|  |                         |                         | Dion Nelin      | 2:1/44/38/1,157 |                        |                      |  |  |                  |                  |
|  |                         |                         |                 | Arnim Kahofer   | 1:2/30/38/0,789        |                      |  |  |                  |                  |
|  | Raúl Hernandez          | 1:2/32/48/0,666         |                 |                 |                        |                      |  |  |                  |                  |
|  | Arnim Kahofer           | 2:1/40/48/0,833         |                 |                 |                        |                      |  |  |                  |                  |
|  | Arnim Kahofer           | 2:1/40/48/0,833         | Arnim Kahofer   | 2:0/30/36/0,833 |                        |                      |  |  |                  |                  |
|  |                         |                         | Arnim Kahofer   | 2:0/30/36/0,833 | Spiel um Platz 3       |                      |  |  |                  |                  |
|  |                         | Michel van Camp         | 0:2/17/35/0,485 |                 |                        |                      |  |  |                  |                  |
|  | Jérôme Barbeillon       | Michel van Camp         | 0:2/17/35/0,485 | 1:2/35/45/0,777 | Nikos Polychronopoulos | 1:2/35/45/0,777      |  |  |                  |                  |
|  | Jérôme Barbeillon       |                         |                 | 1:2/35/45/0,777 | Nikos Polychronopoulos | 1:2/35/45/0,777      |  |  |                  |                  |
|  | Michel van Camp         | 2:1/37/46/0,804         |                 | Michel van Camp | 2:1/34/45/0,755        |                      |  |  |                  |                  |
|  | Michel van Camp         | 2:1/37/46/0,804         |                 |                 | 2:1/34/45/0,755        |                      |  |  |                  |                  |
|  |                         |                         |                 |                 |                        |                      |  |  |                  |                  |

## Abschlusstabelle
| MP    | Match Points (Sieger = 2; Unentschieden = 1; Verlierer = 0) |
| Pkte. | Erzielte Karambolagen                                       |
| Aufn. | Benötigte Versuche                                          |
| GD    | Generaldurchschnitt                                         |
| BED   | Bester Einzeldurchschnitt eines Spielers                    |
| HS    | Höchstserie                                                 |
|       | Bester GD des Turniers                                      |
|       | Bester ED des Turniers                                      |
|       | Beste HS des Turniers                                       |
|       | 1. Platz (Gold)                                             |
|       | 2. Platz (Silber)                                           |
|       | 3. Platz (Bronze)                                           |

| Endklassement              | Endklassement          | Endklassement | Endklassement | Endklassement | Endklassement | Endklassement | Endklassement | Endklassement |
| Platz                      | Name                   | PP            | SP            | Pkte.         | Aufn.         | GD            | BED           | HS            |
| -------------------------- | ---------------------- | ------------- | ------------- | ------------- | ------------- | ------------- | ------------- | ------------- |
| 1                          | Dion Nelin             | 12:0          | 12:1          | 194           | 139           | 1,395         | 2,142         | 9             |
| 2                          | Arnim Kahofer          | 6:6           | 8:7           | 178           | 226           | 0,787         | 0,833         | 7             |
| 3                          | Michel van Camp        | 8:4           | 9:7           | 194           | 259           | 0,749         | 0,909         | 7             |
| 4                          | Nikos Polychronopoulos | 8:4           | 9:6           | 192           | 196           | 0,979         | 1,200         | 9             |
| 5                          | Jérôme Barbeillon      | 6:2           | 7:2           | 125           | 144           | 0,868         | 1,153         | 7             |
| 6                          | Raúl Hernandez         | 6:2           | 7:3           | 129           | 160           | 0,806         | 0,948         | 7             |
| 7                          | Peter Bányai           | 4:4           | 4:5           | 112           | 157           | 0,713         | 1,034         | 6             |
| 8                          | Kjeld Thorball         | 4:4           | 4:5           | 104           | 150           | 0,693         | 0,937         | 6             |
| 9                          | Huub Wilkowski         | 2             | 4:4           | 101           | 140           | 0,721         | 0,697         | 6             |
| 10                         | Miguel Albert          | 2             | 3:4           | 84            | 103           | 0,815         | 1,034         | 7             |
| 11                         | Martin Slovaček        | 2             | 3:5           | 85            | 113           | 0,752         | 0,869         | 5             |
| 12                         | Thierry Roxo           | 2             | 3:5           | 80            | 120           | 0,666         | 0,931         | 7             |
| 13                         | Çengiz Karaça          | 2             | 3:5           | 83            | 105           | 0,790         | 0,781         | 10            |
| 14                         | André Tebest           | 0             | 2:6           | 76            | 142           | 0,535         | -             | 5             |
| 15                         | Alberto Ferrara        | 0             | 0:6           | 33            | 98            | 0,336         | -             | 3             |
| 16                         | Wissan Nakhal          | 0             | 0:6           | 27            | 88            | 0,306         | -             | 3             |
| Turnierdurchschnitt: 0,767 |                        |               |               |               |               |               |               |               |